# Alexander Glässer
Alexander Glässer, auch Gläßer (* 30. Januar 1715 in Augsburg; † 7. März 1758 ebenda), war ein deutscher Kupferstecher.
Er studierte an den Akademien in Wien und München und war danach in Augsburg als Kupferstecher tätig. Seine hauptsächlichen Werke sind architektonische Ansichten und Grundrisse von Gebäuden aus verschiedenen Städten. Diese wurden häufig in das Engelbrechtsche Architekturwerk aufgenommen und fanden dadurch beachtliche Verbreitung. Von ihm stammen die meisten der über 600 Kupferstiche in dem ab 1750 herausgegebenen Tafelwerk des Augsburger Architekten Bernhard Christoph Anckermann. In Berlin stach er für Philipp Gerlach jun.

Werkbeispiele
Der Turm der Garnisonkirche Potsdam, 1730
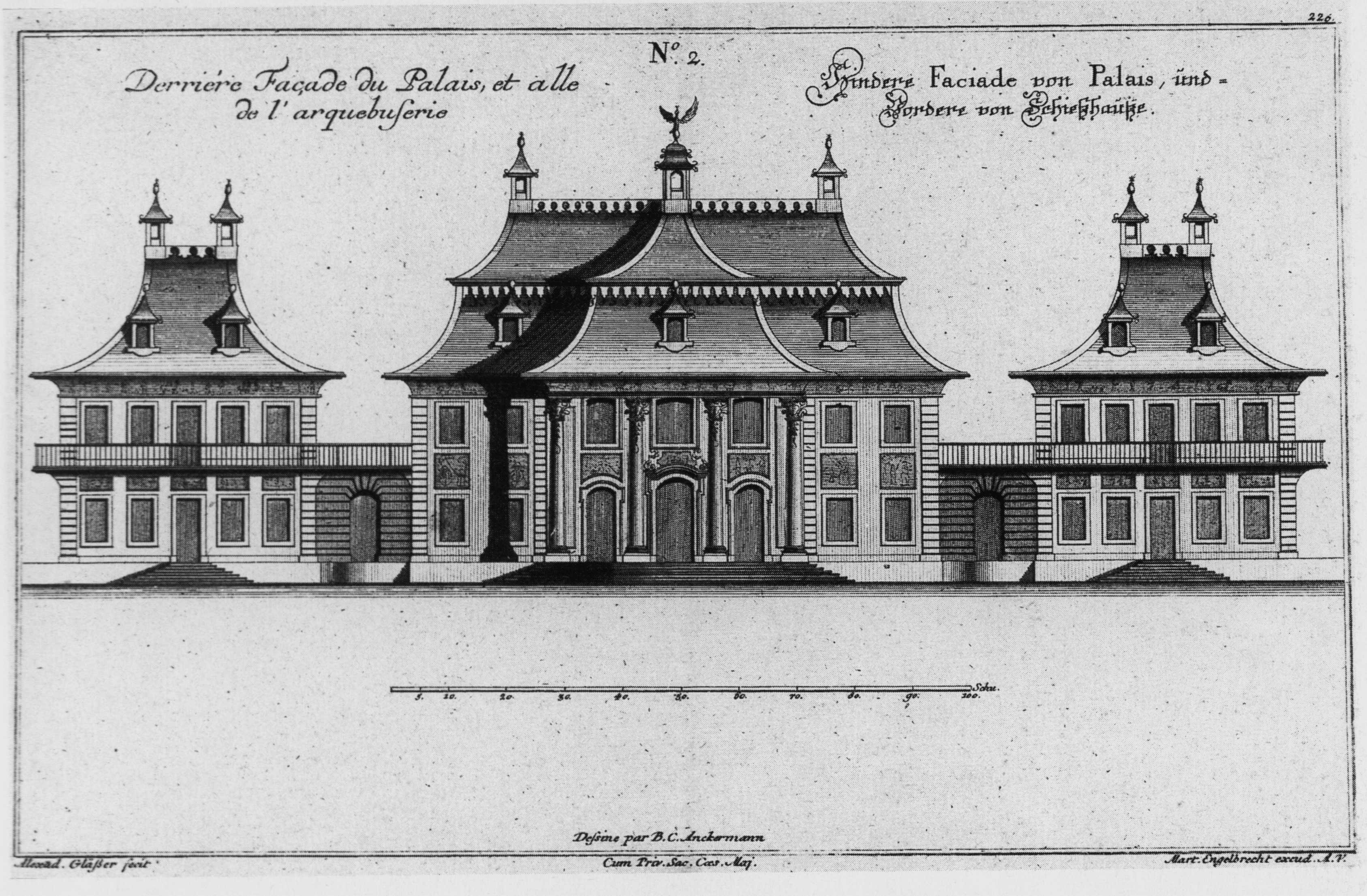
Bergpalais Pillnitz, um 1730
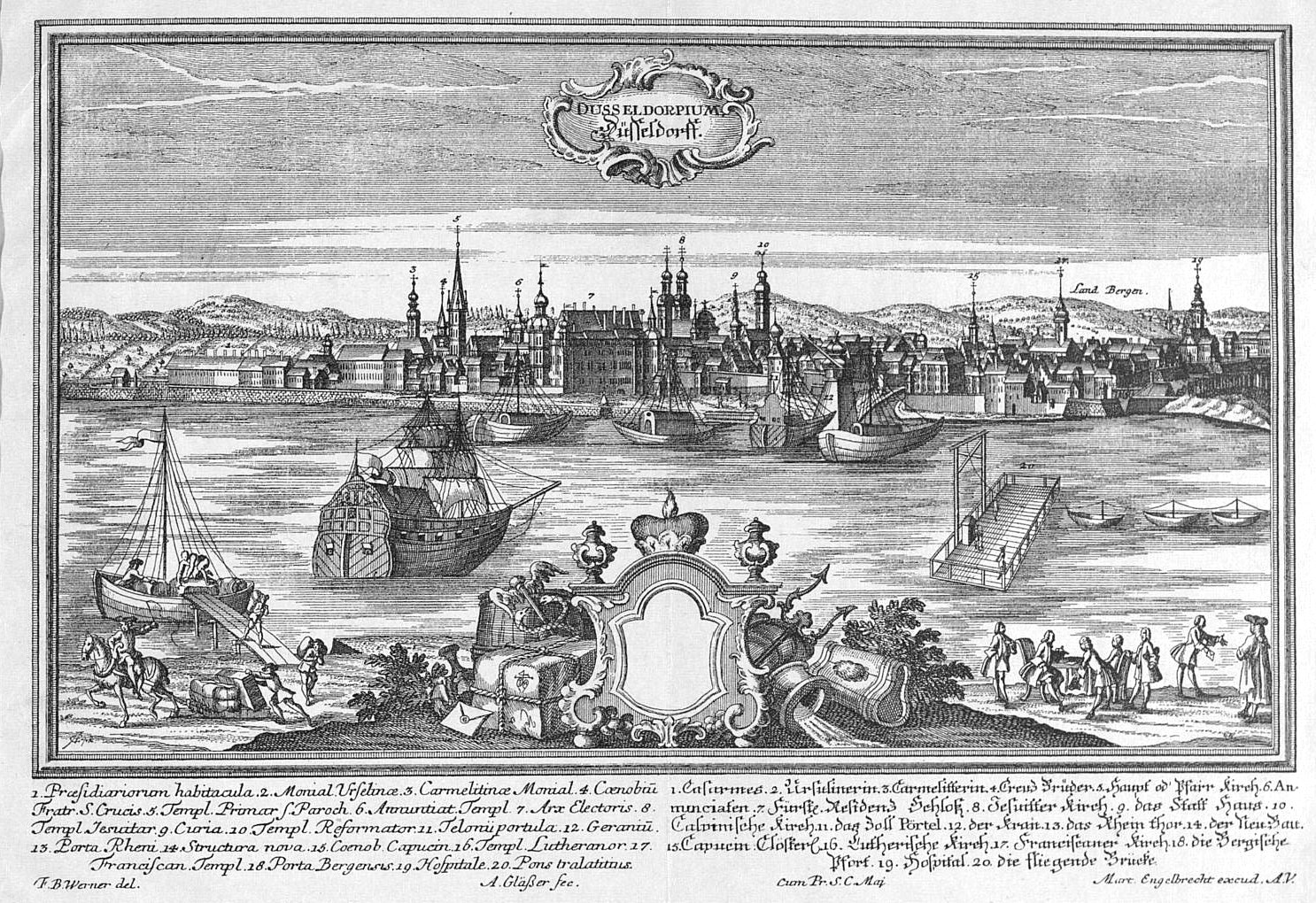
Ansicht der Stadt Düsseldorf, um 1740